# Šuriken

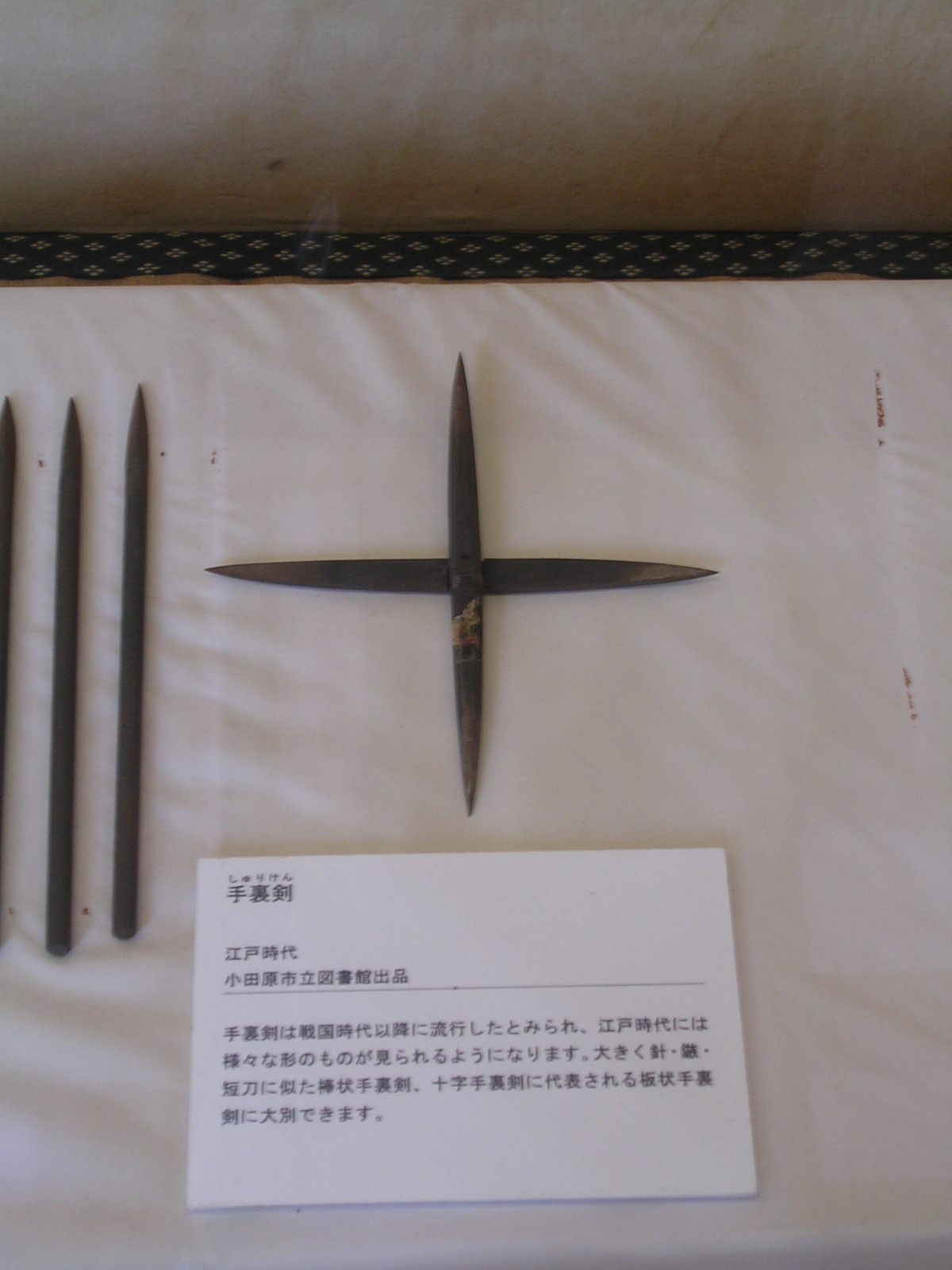
Šuriken z období Edo

Šuriken (手裏剣; „rukou skryté ostří“, v literatuře se často setkáte s přepisem Shuriken) je tradiční japonská nenápadná zbraň, která sloužila pro vrhání a někdy bodání. Jsou to malé ostré čepele vyrobené z nejrůznějších všedních materiálů, jako jsou jehly, hřebíky nebo nože stejně tak jako mince, kovové podložky nebo jiné ploché kousky kovu. Sloužily především jako doplňková zbraň k běžně používaným katanám (meč) či jari (kopí), ačkoliv v bitvě často hrály klíčovou taktickou úlohu. Umění zacházení a vrhání šurikeny se nazývá šurikendžucu a vyučováno bylo především jako méně významná či lépe řečeno utajovanější část osnov výuky bojových umění v slavných školách jako Jagjú rjú, Katori šintó rjú, Ittó rjú, Kukišin rjú a Togakure rjú.
Na západě jsou šurikeny většinou známy jako „vrhací hvězdy“ nebo „nindža hvězdy“. Tento termín sotva vystihuje tuto zbraň, jelikož „zašpičatělá“ hvězda je jen jednou z mnoha různých podob této čepele.
Nejznámějšími druhy jsou: bó šuriken (棒手裏剣), hira šuriken (平手裏剣) a šaken (車剣, někdy také čtené jako kurumaken).

## Bó šuriken

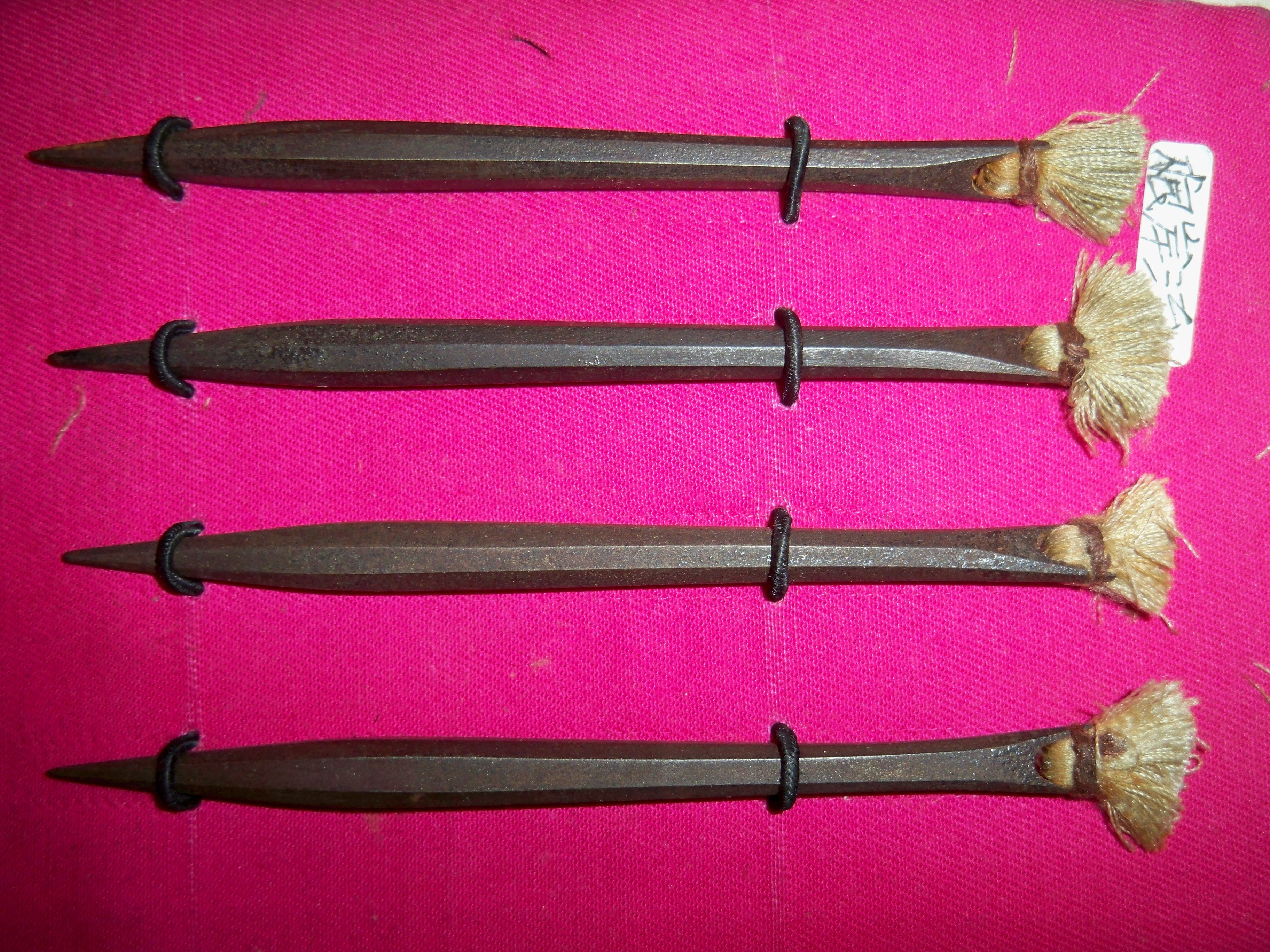
Bó šuriken

Je vrhací zbraň, která se skládá z rovného kovového nebo ocelového hrotu, obvykle čtyřhranného, ale někdy kulatého nebo osmihranného. Obvykle mají jeden hrot, ale některé mohou být i s dvěma hroty. Dlouhé jsou od 12 do 22 cm a v průměru váží od 35 do 150 gramů. Vrhány jsou mnoha způsoby: nad hlavou, z podpaží, pod rukou, z boku a zpětně, ale v každém případě házení obsahuje hladkým sklouznutím (po dlani přes prsty) řízený let.
Většinou se hází způsobem džiki da-hó (metoda přímého úderu) nebo han-ten da-hó (metoda úderu s otočením). Tyto dva způsoby jsou technicky rozdílné. První neumožní ostří otočit se před zasáhnutím cíle a druhá vyžaduje rotaci ostří před dopadem na cíl.
Jiné předměty byly také vrhány způsobem bó šuriken třeba kogai (ozdobná sponka), kozuka (nůž) a haši (jídelní hůlky), třebaže tyto předměty nebyly spojovány s žádnou konkrétní školou šurikendžucu. Spíše byly vrhány při vhodné příležitosti zkušeným uživatelem metod dané školy.

## Využití
Na rozdíl od oblíbené domněnky (z videoher, filmů a podobně) šuriken nebyla určená jako vražená zbraň, ale spíše jako pomocná zbraň, která občas vylepšila roli válečníka, který užíval většinou meč nebo kopí. Užívány byly především v případech nějakého neobvyklého zmatku nebo rozptýlení, vždy takticky, aby zvýhodnily pozici uživatele před protivníkovou. Většinou se mířilo na oči, obličej, dlaně a chodidla.
Byly také používány, obzvláště hira-šurikeny, k širokým a rozmanitým možnostem dalších užití, například strčeny do země tak, že působily bolest těm, kteří na ně šlápli, nebo měly kolem špiček ostří obtočenou zápalnou šňůru, a když byly zažehnuty a vrženy, způsobovaly požár; byly také užívány jako ruční zbraně, když se bojovníci octli příliš blízko protivníkům.
Šurikeny byly jednoduchou zbraní, ale jejich cena byla různě vysoká, podle dostupnosti materiálu, z něhož byly vyrobeny a podle možnosti jejich využití.